# Jan Willem Brinkman

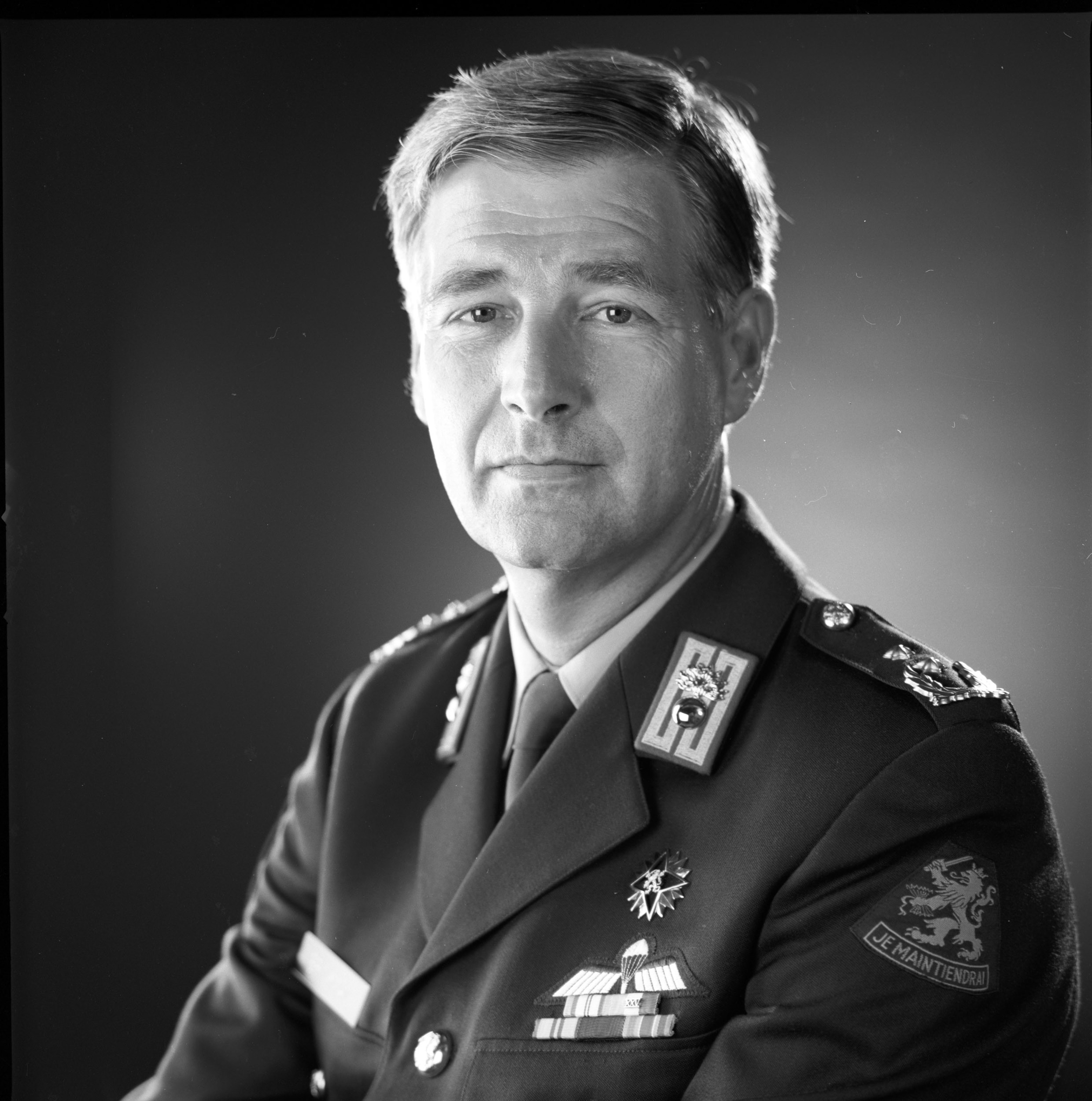
Generaal-majoor der infanterie J.W. Brinkman.

Jan Willem Brinkman (Stadskanaal, 1947) is een Nederlands voormalig militair en politiefunctionaris.
Na in 1969 te zijn afgestudeerd aan de Koninklijke Militaire Academie (KMA) in Breda werd hij tweede luitenant bij het Garde Regiment Grenadiers in Arnhem (Saksen Weimarkazerne). In de periode 1977 - 1979 studeerde hij aan de Hogere Krijgsschool (thans Instituut Defensie Leergangen; IDL) waar hij van 1982 tot 1985 zelf doceerde.
Brinkman heeft zowel operationele als staffuncties gehad in Nederland, Suriname, Duitsland, België en Bosnië-Herzegovina. Zo is hij werkzaam geweest bij de permanente Nederlandse vertegenwoordiging van de NAVO-raad in Brussel. In 1993 werd brigadegeneraal Brinkman de commandant van de Luchtmobiele Brigade en van november 1994 tot maart 1995 was hij contingentscommandant tijdens de vredesoperatie van UNPROFOR in voormalig Joegoslavië. Na zijn bevordering tot generaal-majoor werd hij in 1995 commandant van een multinationale NAVO luchtlandingsdivisie.
In 1996 verliet hij het leger om Rob Hessing op te volgen als korpschef van de politieregio Rotterdam-Rijnmond. De toenmalige Rotterdamse burgemeester Bram Peper had voor de opvolging van Hessing bewust laten zoeken naar iemand van buiten het korps. Ondanks fel verzet van met name de ondernemingsraad, werd hij toch aangesteld. Niet lang daarna liet Peper hem vallen, waardoor al binnen een jaar een einde kwam aan deze ongebruikelijke carrièrestap.
Hierna ging Jan Willem Brinkman werken als interim-manager bij Boer en Croon Executive Managers. Als interim-bestuurder is hij bij verschillende ziekenhuizen actief geweest zoals de IJsselmeerziekenhuizen en het LangeLand Ziekenhuis in Zoetermeer. In 2006 promoveerde hij aan de Universiteit van Tilburg op een proefschrift met als titel: 'Dynamiek en onzekerheid als kans' waarin hij voorstelt om ziekenhuizen te besturen als een moderne militaire organisatie.